# Góñar
Góñar es una entidad de población española del municipio de Huércal-Overa, perteneciente a la provincia de Almería, en la comunidad autónoma de Andalucía.

## Historia
Hacia mediados del siglo XIX, el lugar era referido como una granja ya por entonces perteneciente al municipio de Huércal-Overa. Aparece descrito en el octavo volumen del Diccionario geográfico-estadístico-histórico de España y sus posesiones de Ultramar de Pascual Madoz con las siguientes palabras:

GOÑAR: granja en la prov. de Almeria, part. jud. y térm. jurisd. de Huercalovera.
(Madoz, 1847, p. 445)

En 2023, la entidad singular de población de Góñar, encuadrada dentro de la entidad colectiva de Diputación de la Sierra de Enmedio, tenía empadronados 93 habitantes, 11 de ellos en el núcleo de población de ese nombre y 82 en diseminado.